# Óscar Ruiz

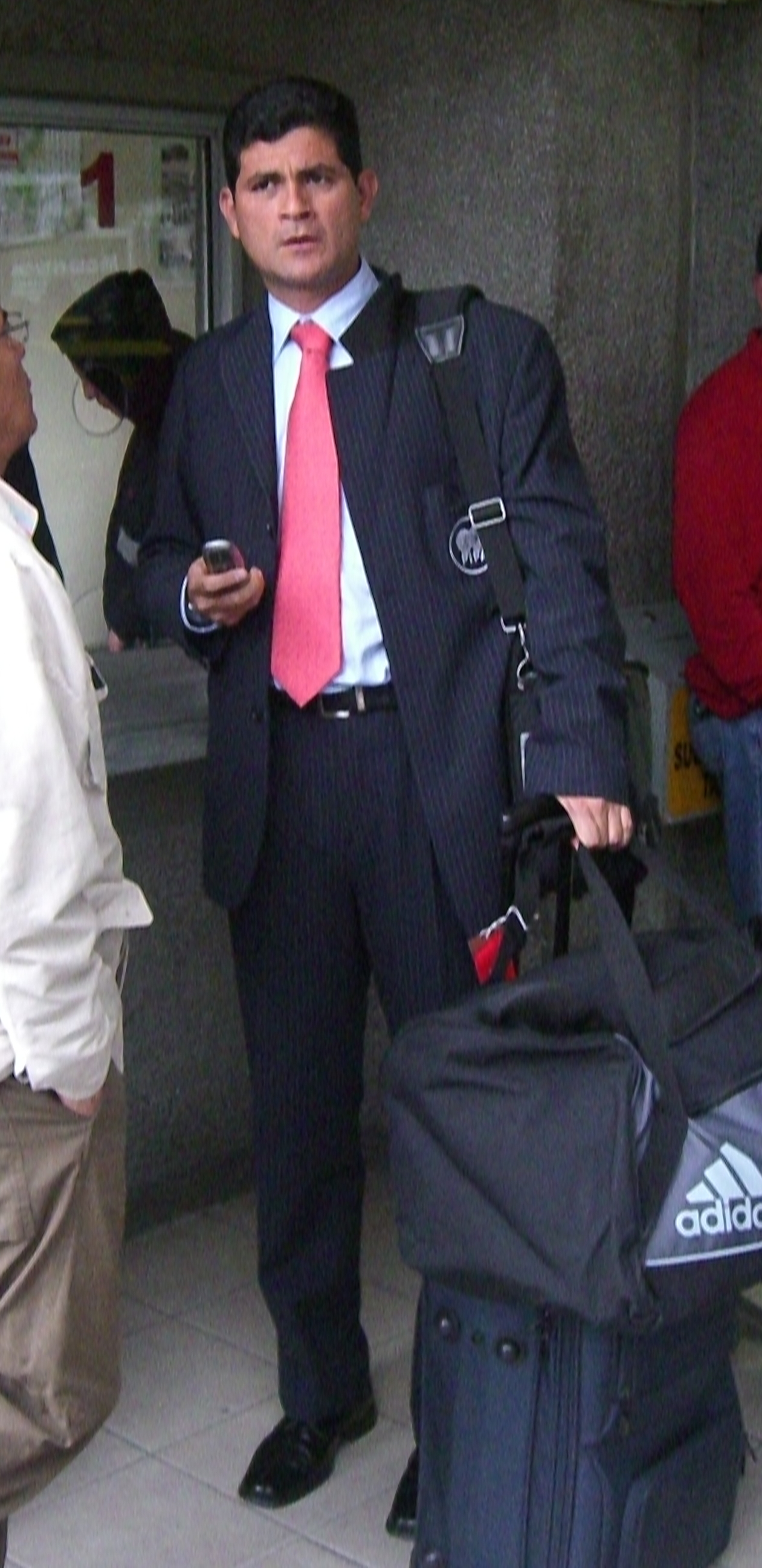
Óscar Julián Ruiz

Óscar Julián Ruiz Acosta (Villavicencio, 1 november 1969) is een Colombiaanse voetbalscheidsrechter actief op mondiaal niveau. Ruiz was een van de in totaal 23 scheidsrechters tijdens het wereldkampioenschap voetbal 2006 in Duitsland.
Ruiz fluit sinds 1999 op internationaal niveau in dienst van de FIFA, de CONMEBOL en de CONCACAF. Hij floot onder andere ook nog wedstrijden in de Confederations Cup, de Gold Cup, Copa America, Copa Libertadores, het wereldkampioenschap voetbal voor clubs, wereldkampioenschap voetbal 2002 en in WK-kwalificatiewedstrijden.

## Statistieken
| evenement                        | wed | Kreeg geel | Kreeg voor de tweede keer geel en dus rood | Weggestuurd |
| -------------------------------- | --- | ---------- | ------------------------------------------ | ----------- |
| Vriendschappelijk                | 1   | 4          | 0                                          | 0           |
| Confederations Cup 1999          | 3   | 12         | 0                                          | 0           |
| WK voor clubs 2000               | 1   | 3          | 0                                          | 0           |
| Confederations Cup 2001          | 1   | 4          | 1                                          | 0           |
| Wereldkampioenschap voetbal 2002 | 3   | 10         | 0                                          | 1           |
| Copa America 2004                | 2   | 2          | 0                                          | 0           |
| Gold Cup 2005                    | 1   | 1          | 1                                          | 0           |
| Copa Libertadores 2006           | 2   | 12         | 1                                          | 0           |
| CONMEBOL WK kwalificatie 2006    | 8   | 34         | 0                                          | 1           |
| Wereldkampioenschap voetbal 2006 | 0   | 0          | 0                                          | 0           |
| Totaal                           | 22  | 82         | 3                                          | 2           |

* Bijgewerkt tot 11 april 2006